# Беттс, Пол
Пол Беттс (англ. Paul Robert Betts; род. 11 октября 1963) — американский историк, профессор Оксфорда (колледж Святого Антония, с 2012). Специалист по современной европейской культурной истории в целом и в особенности истории Германии 20-го века. Лауреат Jacques Barzun Prize. Председатель German History Society (2011—2014).
Окончил Хаверфордский колледж (бакалавр истории, 1985). Степени магистра искусств и доктора философии получил в Чикагском университете, соотв. в 1989 и 1995 годах. В 1996-9 ассистент-профессор Университета Северной Каролины. С 2000 года в Сассекском университете (по 2012).
С 2012 является профессором современной европейской истории в Колледже Святого Антония Оксфордского университета.
В 2004—2009 соредактор журнала German History. С 2009 состоит в редколлегии Past & Present.
Его книга Within Walls получила Fraenkel Prize от Wiener Holocaust Library. Как подмечает рецензент: «Беттс склонен цитировать Ханну Арендт, а не Мишеля Фуко».
Его ставшую кульминацией многолетних размышлений книгу «Ruin and Renewal» Маргарет Макмиллан охарактеризовала как «Обязательное чтение для всех, кто хочет понять современный мир». А Socialism Goes Global David C. Engerman указывал «кульминацией десятилетних интенсивных усилий по пониманию глобального места Центральной и Восточной Европы до и во время холодной войны».
Работает над томом The Price of Velvet: The Underside of Europe’s 1989 Revolutions, который будет опубликован Allen Lane.

## Книги
- Within Walls: Private Life in the German Democratic Republic (Oxford: Oxford University Press, 2010)[14] {Рец. Charles S. Maier[англ.], Mark Fenemore, Jan Palmowski}
- Ruin and Renewal: Civilizing Europe after World War II (New York: Basic Books / London: Profile Books, 2020)

Соредактор Rethinking Socialist Space in the 20th Century (London, 2024), Socialism Goes Global: The Soviet Union and Eastern Europe in the Age of Decolonisation (Oxford: OUP, 2022) {Рец. Raymond Patton}, Religion, Science and Communism in Cold War Europe (Palgrave, 2016), Years of Persecution, Years of Extermination: Saul Friedländer and the Future of Holocaust Studies (Continuum, 2010), Socialist Modern: East German Everyday Culture and Politics (University of Michigan Press, 2008), Pain and Prosperity: Reconsidering Twentieth Century German History (Stanford University Press, 2003).